# Jorge Manuel Rebelo Fernandes
Jorge Manuel Rebelo Fernandes, meglio conosciuto come Silas (Lisbona, 1º settembre 1976), è un allenatore di calcio ed ex calciatore portoghese, di ruolo centrocampista, tecnico del Farense.

## Carriera

### Calciatore

#### Club
In carriera ha giocato con numerose squadre di club fino all'età di 40 anni.

#### Nazionale
Ha rappresentato la nazionale portoghese per 3 volte nel 2003.

### Allenatore
Il 16 gennaio 2018 subentra a Domingos Paciência sulla panchina del Belenenses Esordisce quattro giorni dopo, nella partita pareggiata a reti inviolate sul campo del Marítimo. Guida i suoi a un dodicesimo e a un nono posto in due stagioni Il 4 settembre 2019 viene sollevato dall'incarico dopo un deludente avvio di stagione, senza che la squadra vada in gol nelle prime quattro partite di campionato.
Il 27 settembre 2019 viene annunciato come successore di Leonel Pontes nelle vesti di allenatore dello Sporting Lisbona. Il 17 ottobre lo Sporting subisce una clamorosa eliminazione in Coppa del Portogallo contro l'Alverca, club di terza serie che si impone in casa per 2-0 contro i ben più quotati rivali, eliminati dalla coppa nazionale per la seconda volta nella storia da una compagine di terza serie. Nel mese di febbraio la squadra viene eliminata dall'Europa League dall'İstanbul Başakşehir nonostante la vittoria per 3-1 nell'andata dei sedicesimi di finale. Il 4 marzo 2020, dopo la sconfitta per 3-1 sul campo del Famalicão, rescinde il proprio contratto consensualmente con la società della capitale.

## Statistiche

### Cronologia presenze e reti in nazionale
| Cronologia completa delle presenze e delle reti in nazionale ― Portogallo | Cronologia completa delle presenze e delle reti in nazionale ― Portogallo | Cronologia completa delle presenze e delle reti in nazionale ― Portogallo | Cronologia completa delle presenze e delle reti in nazionale ― Portogallo | Cronologia completa delle presenze e delle reti in nazionale ― Portogallo | Cronologia completa delle presenze e delle reti in nazionale ― Portogallo | Cronologia completa delle presenze e delle reti in nazionale ― Portogallo | Cronologia completa delle presenze e delle reti in nazionale ― Portogallo |
| Data                                                                      | Città                                                                     | In casa                                                                   | Risultato                                                                 | Ospiti                                                                    | Competizione                                                              | Reti                                                                      | Note                                                                      |
| ------------------------------------------------------------------------- | ------------------------------------------------------------------------- | ------------------------------------------------------------------------- | ------------------------------------------------------------------------- | ------------------------------------------------------------------------- | ------------------------------------------------------------------------- | ------------------------------------------------------------------------- | ------------------------------------------------------------------------- |
| 2-4-2003                                                                  | Losanna                                                                   | Macedonia                                                                 | 0 – 1                                                                     | Portogallo                                                                | Amichevole                                                                | -                                                                         | 74’                                                                       |
| 6-6-2003                                                                  | Braga                                                                     | Portogallo                                                                | 0 – 0                                                                     | Paraguay                                                                  | Amichevole                                                                | -                                                                         | 76’                                                                       |
| 10-6-2003                                                                 | Oeiras                                                                    | Portogallo                                                                | 4 – 0                                                                     | Bolivia                                                                   | Amichevole                                                                | -                                                                         | 65’                                                                       |
| Totale                                                                    |                                                                           | Presenze                                                                  | 3                                                                         |                                                                           | Reti                                                                      | 0                                                                         |                                                                           |

## Palmarès

### Club

#### Competizioni nazionali
- Campionato cipriota: 1

AEL Limassol: 2011-2012